# Падение Пномпеня (1975)
Паде́ние Пномпе́ня — заключительный эпизод гражданской войны в Камбодже, в ходе которого формирования красных кхмеров во главе с Пол Потом после нескольких месяцев осады захватили столицу страны — Пномпень, одержав тем самым решительную победу в многолетней гражданской войне 1967—1975 гг.
Массовая депортация, организованная полпотовцами сразу после взятия города, привела к многочисленным жертвам, став первым эпизодом геноцида в Камбодже в 1975—1979 гг.

## Предыстория
В марте 1970 года премьер-министр Камбоджи генерал Лон Нол при поддержке ЦРУ совершил государственный переворот. Глава государства принц Нородом Сианук, находившийся в тот момент за границей, оказался низложен.
Сразу после переворота Северный Вьетнам начал вторжение в Камбоджу, страна оказалась втянута во вьетнамскую войну. В ответ на это США, по просьбе Лон Нола, стали наносить авиаудары по позициям партизан Вьетконга против красных кхмеров[прояснить], которые к 1973 году контролировали две трети территории страны.

## Ход событий
1 января 1975 года «красные кхмеры» начали своё финальное наступление, направленное на взятие Пномпеня. Они постепенно сужали кольцо вокруг города, лишая его остающихся линий снабжения. Город был наводнён беженцами и продолжал жить исключительно за счёт поставок продовольствия речными конвоями и самолётами ВВС США по воздуху.
Город пал 17 апреля 1975 года. Полпотовцы захватили его, поразили население в правах и предписали покинуть город в течение 3-х дней. Таким образом большинство жителей изгнали в трудовые лагеря в сельской местности. Один из солдат вспоминал, что после такой эвакуации в столице совсем не осталось мирных жителей.